# Polygonum romanum
Polygonum romanum är en slideväxtart. Polygonum romanum ingår i släktet trampörter, och familjen slideväxter.

## Underarter
Arten delas in i följande underarter:
- P. r. balearicum
- P. r. gallicum
- P. r. romanum